# Anacantha
Anacantha là một chi thực vật có hoa trong họ Cúc (Asteraceae).

## Loài
Chi Anacantha gồm các loài: